# Insenatura di Mackellar
L'insenatura di Mackellar è un seno sito nell'estremità nordoccidentale della baia dell'Ammiragliato dell'isola di re Giorgio (Isole Shetland Meridionali).
Il picco di Wegger si trova sul lato ovest dell'ingresso dell'insenatura.

## Storia
L'insenatura fu mappata nel dicembre 1909 dall'esploratore polare francese Jean-Baptiste Charcot durante la quarta spedizione antartica francese (1908-1910). Probabilmente prese il nome da Campbell Duncan Mackellar (1859-1925), uno sponsor della spedizione Nimrod (1907-1909), guidata dall'esploratore polare britannico Ernest Shackleton e della spedizione Aurora (1911-1914), guidata dall'esploratore polare australiano Douglas Mawson.